# Acorizal
Acorizal là một đô thị thuộc bang Mato Grosso, Brasil. Đô thị này có diện tích 841,166 km², dân số năm 2007 là 5736 người, mật độ 6,82 người/km².